# Wiener Kammerphilharmonie
Die Wiener Kammerphilharmonie ist ein Ensemble, das 1985 von Claudius Traunfellner gegründet worden ist. 
Gründungsmitglieder waren Bettina Gradinger, Magdalena Kupf, Claudius Traunfellner, Marcus Trefny, das Ensemble  setzt sich aus jungen Musikern zusammen, die größtenteils internationale Preisträger sind. 
Bereits 1986 konnte das Ensemble auch im Ausland auf sich aufmerksam machen. Von der Saison 1987/88 bis 1999/2000 hatte die Wiener Kammerphilharmonie einen eigenen Zyklus im Brahmssaal des Wiener Musikvereins, seit der Saison 2000/2001 im Wiener Konzerthaus.
Mittlerweile hat die Wiener Kammerphilharmonie Tourneen durch Europa, Asien und Nord- und Südamerika unternommen und ist in zahlreichen Musikzentren wie Brüssel, München, Frankfurt, Chicago, Washington, Toronto, Rio de Janeiro, São Paulo, Athen, Madrid, Barcelona, Stockholm, Taipeh, Tokio, Wien und Salzburg aufgetreten. 
Auch bei internationalen Festivals wie dem Rheingau Musik Festival, Flandern-Festival, Mozartfest Würzburg, der Schubertiade Feldkirch/Schwarzenberg, dem Carinthischen Sommer, Internationales Bodenseefestival, Wiener Mozartfest, Wiener Frühlingsfestival, Wiener Musiksommer und Wiener Festwochen sowie den Festspielen von Toroella di Montgri, Royal Palace Festival Stockholm, Toulon, Montpellier und St. Gallen, ist die Wiener Kammerphilharmonie regelmäßiger Gast.
Das Repertoire des Ensembles reicht vom Barock über die Wiener Klassik bis ins 20. Jahrhundert, das nicht nur mit dessen Klassikern wie Bartók und Strawinsky vertreten ist, sondern auch neueste Werke umfasst: So hat die Wiener Kammerphilharmonie in ihrer noch kurzen Geschichte bereits zahlreiche Ur- und Erstaufführungen bestritten.
Rudolf Buchbinder, Gerhard Oppitz, Agnes Baltsa, Nigel Kennedy, Elisabeth Leonskaja, Julian Rachlin, Heinrich Schiff, Wolfgang Schulz, Till Fellner, Stefan Vladar gehören zu den international renommierten Solisten, die mit der Wiener Kammerphilharmonie aufgetreten sind.
Am 27. Februar 2011 fand das Jubiläumskonzert zum 25-jährigen Bestehen der Wiener Kammerphilharmonie im Großen Saal des Wiener Musikvereins mit dem Solisten Till Fellner statt.